# Clain

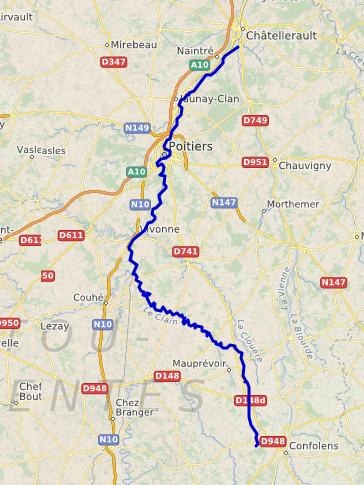
Karta över Clain

Clain (franska: [klɛ̃]) eller Clen (occitanska) är en flod i västra Frankrike. Den är 144 km lång och ligger i de två departementen Charente och Vienne.